# Manuela Kelley
Manuela Kelley, nota anche come Manu Kelley (1976), è un'artista tedesca, specializzata nell'arte tradizionale del tatuaggio polinesiano.

## Biografia
Kelley è nata a Stoccarda, in Germania, nel 1976. Ha iniziato la sua carriera nella cosmesi e, a metà degli anni ’90, ha cominciato a tatuare. Nel 1994 ha aperto il suo studio, Manu Tattoo, a Vilseck. In seguito, dopo aver studiato il significato culturale dei motivi polinesiani, ha concentrato il suo lavoro sugli stili di tatuaggio polinesiani.
Kelley è specializzata nello stile polinesiano freehand, nonché nei tatuaggi marquesani e samoani. Porta il nome marquesano “Manu Tuhuka Patutiki” e il titolo onorifico samoano “O le Tufuga Tatau Feagai”.
Nel 2017 Kelley è stata adottata spiritualmente dall’alto capo samoano Maua Faleauto, che le ha conferito il titolo di maestra tatuatrice. Nel 2019 la famiglia del defunto tatuatore marquesano Jean-Yves Tamarii le ha attribuito un nome marquesano in riconoscimento del suo lavoro.
Nel 2022-23 Kelley è stata relatrice ospite alla mostra “Tatau-Tattoo” presso il Museum für Thüringer Volkskunde di Erfurt. Nel 2025 è stata protagonista della docuserie in quattro parti di ARTE Tattoos – Rätsel der Südsee, che esaminava le tradizioni dei tatuaggi del Pacifico meridionale e la sua pratica in Germania.

## Premi e riconoscimenti
Kelley ha ricevuto numerosi premi per il suo lavoro. Tra il 2017 e il 2019 ha conquistato per quattro volte il primo posto ai Tatau Awards, un concorso internazionale dedicato al tatuaggio in stile polinesiano.